# Puy de la Mey
Le puy de la Mey est un sommet d'origine volcanique culminant à 1 136 m d'altitude dans le département français du Puy-de-Dôme.

## Géographie
Le puy de la Mey est situé dans la chaîne des Puys, au sein du Massif central. Le puy de la Mey a la particularité d'avoir un cratère égueulé comme ses voisins les puys de Lassolas et de la Vache.